# Closure axioms
Closure axioms is een studioalbum van Aidan Baker. De Canadees woonde in 2011 in Berlijn en nam daar gedurende de zomer van 2011 dit album op. Het album bevat 9 tracks aan ambientmuziek, maar alles wordt achter elkaar door gespeeld en er zit niet echt verschil in de muziek tussen de tracks. De muziek schuift als het ware van het ene fragment naar het andere. Het album verscheen eerst als download, maar in 2012 volgde een cd-release op het Poolse platenlabel The Miskatonic Soundlab. Er werden 500 exemplaren geperst.

## Musici
- Aidan Baker – gitaar

## Muziek
| Nr. | Titel                  | Duur |
| --- | ---------------------- | ---- |
| 1.  | Preclosure operator I  | 7:39 |
| 2.  | Interior operator      | 6:09 |
| 3.  | Preclosure operator II | 3:59 |
| 4.  | Closure operator       | 7:26 |
| 5.  | Open set               | 7:28 |
| 6.  | Idempotence            | 7:13 |
| 7.  | Closure exiom          | 6:30 |
| 8.  | Open set II            | 3:13 |
| 9.  | Closure operator       | 7:42 |